# Ita Maximowna

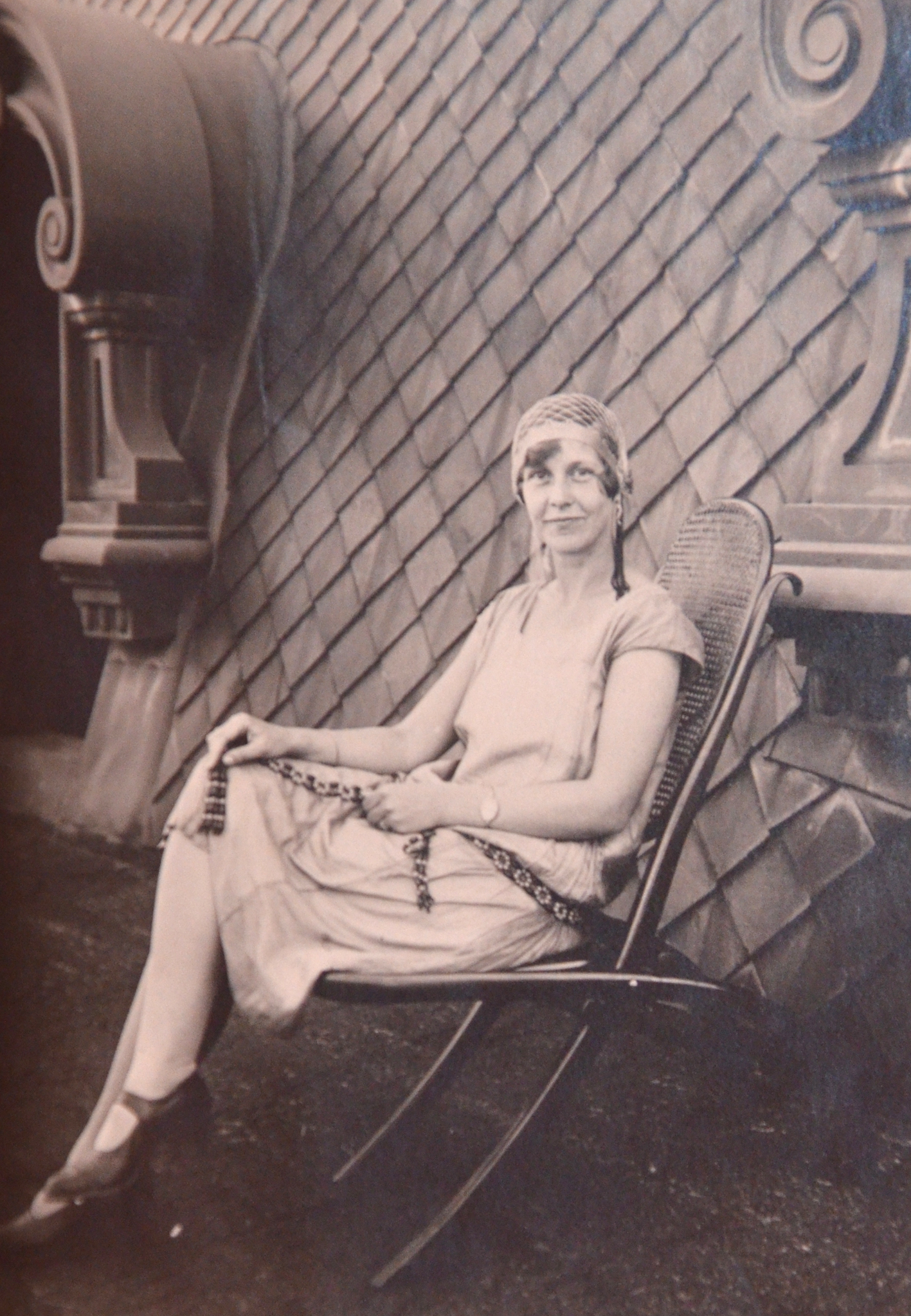
Ita Maximowna (1926)

Ita Maximowna (eigentlich Margarita Maximowna Schnakenburg, Ehename: Ita Baumann; * 18. Oktoberjul. / 31. Oktober 1901greg. in Pskow; † 8. April 1988 in West-Berlin) war eine russisch-deutsche Bühnenbildnerin, Kostümbildnerin und Illustratorin. Unter diesem Künstlername war sie eine der ersten und bedeutendsten Bühnenbildnerinnen, Kostümdesignerinnen und Grafikerinnen Deutschlands. Ihre kreative Schaffensperiode umfasst den Zeitraum der 1940er bis 1970er Jahre.

## Leben
Margarita Maximowna Schnakenburg wurde als Tochter der Dentistin Elisabeth Natalie Ernestine Schnakenburg, geb. von Roth (1878–1966), und des Zahnarztes Max Karl Heinrich Schnakenburg (1875–1919) geboren. Erstes Kind der Familie und älterer Bruder war Heinrich Ludwig Nicolai Schnakenburg. Margarita Maximowna verlebte eine erfüllte und glückliche Kindheit und Jugend in Pskow. Nach dem frühzeitigen Tod des Vaters 1919 durch Tuberkulose und angetrieben von den Wirren der russischen Oktoberrevolution flüchtete die Mutter mit ihren beiden Kindern zunächst zu Verwandten nach Davos in die Schweiz. 1920 emigrierte die Familie nach Deutschland, wobei Margaritas Bruder Heinrich nach Leipzig an das von Heinrich Julius Mäser gegründete „Technikum für Buchdrucker“ in die Lehre ging, während Margarita mit ihrer Mutter nach Berlin zog.
Margarita Maximowna Schnakenburg ging 1920 als Russischlehrerin nach Paris und lernte dort die Grafikerin und Bühnenbildnerin Marie Laurencin kennen. Dort studierte sie bei ihr bis Mitte der 1920er Jahre Grafik und Malerei. Anschließend vertiefte Ita ihre Ausbildung bei dem Berliner Maler Erwin Freytag (1901–1940) und dem Maler, Grafiker und Schriftdesigner Johannes Boehland (1903–1964) an der Akademie der Künste in Berlin. 1929 heiratete Ita Maximowna in Berlin den Oberregierungsrat außer Diensten Frederik Seyd Baumann, ehemaliger Direktor und Syndikus der Maizena-Werke Hamburg. In den 1930er und 1940er Jahren entwarf sie Verpackungsdesigns und Reklame-Grafiken für Maizena-Produkte und illustrierte zudem zahlreiche Bücher, darunter ein recht erfolgreiches und mehrfach aufgelegtes Buch über stilvolle Damenbekleidung (siehe Werke). Die Ehe wurde zum Ende des Zweiten Weltkrieges aufgehoben.
Mitte der 1940er Jahre lernte Ita Maximowna ihren zukünftigen Lebensgefährten Karlheinz Martin kennen, welcher sich nach 1945 beim Wiederaufbau des Berliner Theaterlebens sehr verdient gemacht hat. Karlheinz Martin eröffnete Ita Maximowna als damaliger Intendant des Berliner Hebbel-Theaters die fantastische Welt der Bühnenbild-Gestaltung. Von nun an begann sie, ihren Künstlernamen „Ita Maximowna“ als Verkürzung ihres Vornamens und ihres Vatersnamens zu verwenden. Sie war viele Jahre für die Bühnen des Hebbel-Theaters, Renaissance-Theaters, Schiller-Theaters und Schlosspark-Theaters in Berlin, sowie international für Opernhäuser in London, Paris, Mailand, Vancouver, Buenos Aires und New York City tätig. Sie arbeitete dabei mit namhaften Regisseuren und Dirigenten wie dem oben erwähnten Karlheinz Martin, aber auch mit O. E. Hasse, Karl-Heinz Stroux, Leo Blech und Herbert von Karajan zusammen. Insbesondere mit Günther Rennert führte sie weltweit unzählige Inszenierungen auf. Eine intensive Zusammenarbeit zwischen Ita Maximowna gab es in den folgenden Jahren mit ihrem guten Freund und Assistenten Martin Rupprecht, dem späteren Professor für Bühnenbild und Bühnenkostüm an der Hochschule der Künste in Berlin.
Nach ihrer intensiven Schaffensphase als Bühnenbildnerin und Kostümdesignerin für Theater und Opernhäuser gestaltete Ita Maximowna in den 1960er und 1970er Jahren zudem auch Bauten und Kostüme für Filmprojekte. Am Ende ihrer Karriere widmete sie sich mehr und mehr der Malerei und hinterließ eine Vielzahl von Grafiken und Gemälden.

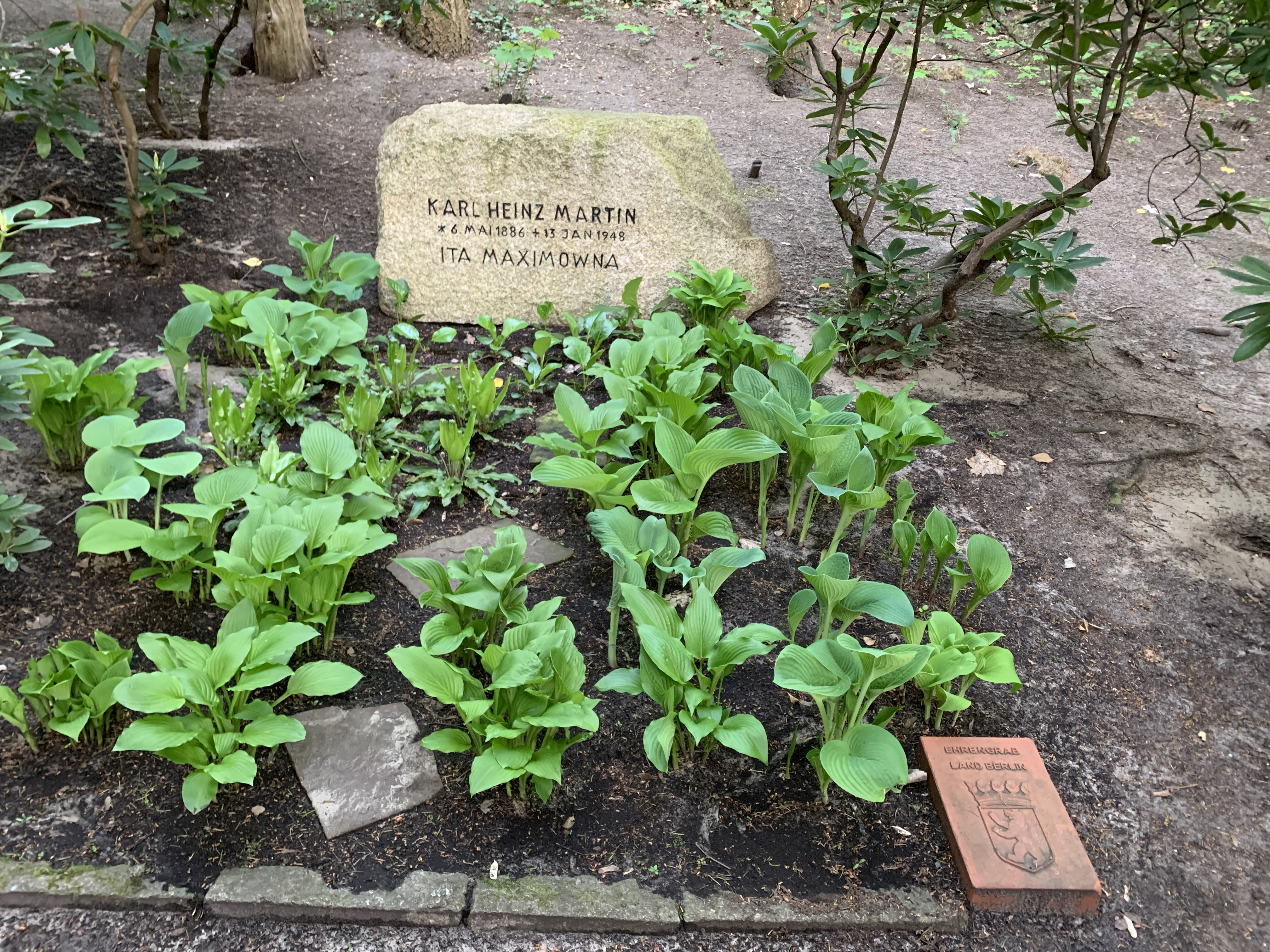
Grab von Ita Maximowna auf dem Friedhof Heerstraße in Berlin-Westend

Sie hat zu ihren Lebzeiten als Künstlerin keine konkreten Zahlen zum Zeitpunkt ihrer Geburt angegeben, weswegen in verschiedenen Quellen eine Vielzahl unterschiedlicher Angaben auftauchen. Der 31. Oktober 1901 als ihr exaktes Geburtsdatum beruht auf Dokumenten des Nachlasses.
Ita Maximowna starb im April 1988 in Berlin an Herzversagen. Sie ruht in der Ehrengrabstätte ihres Lebensgefährten, des Intendanten und Regisseurs Karlheinz Martin (1886–1948), auf dem landeseigenen Friedhof Heerstraße in Berlin-Westend (Grablage: II-Erb.-31).
Der größte Teil ihres künstlerischen Nachlasses befindet sich heute im „Ita-Maximowna-Archiv“ des „Archivs für Darstellende Kunst“ der Akademie der Künste Berlin und kann dort eingesehen werden.

## Auszeichnungen
- Berliner Kunstpreis 1953 (für das Bühnenbild zur Zauberflöte, Städtische Oper Berlin)
- Bundesverdienstkreuz 1. Klasse 5. März 1987 überreicht durch Richard von Weizsäcker[11]

## Bühnenbilder und Kostüm-Entwürfe
Ita Maximowna hat insgesamt ca. 400 Inszenierungen für Oper oder Theater mit Bühnenbild- und Kostüm-Entwürfen ausgestattet. Eine kleine Auswahl wichtiger nationaler und internationaler Aufführungen ist hier aufgeführt:

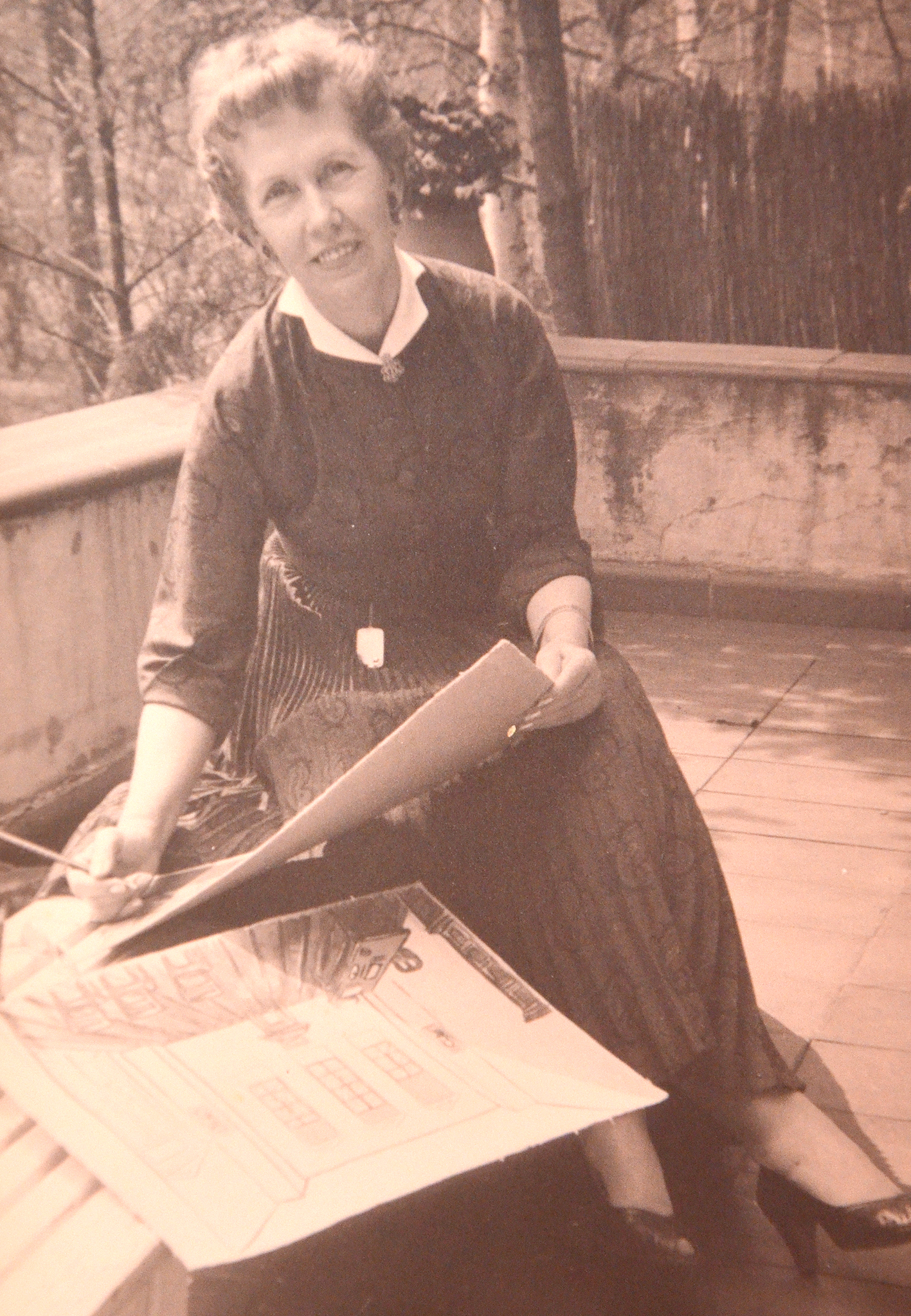
Ita Maximowna (um 1950)

- 1945 – Macbeth (Shakespeare), Hebbel-Theater Berlin, Regie: Karlheinz Martin.
- 1949 – Die schmutzigen Hände (J.P. Sartre), Renaissance-Theater Berlin, Regie: O. E. Hasse.
- 1950 – Don Carlos (F. v. Schiller), Eröffnung Theater der Stadt Bonn, Regie: F. Reichert.
- 1952 – Peer Gynt (H. Ibsen), Schauspielhaus Hamburg, Regie: H. Koch.
- 1953 – Die Zauberflöte (W.A. Mozart), Städtische Oper Berlin, Inszenierung: G. Rennert.
- 1955 – Carmen (G. Bizet), Milano Teatro alla Scala, Dirigent und Regie: H. von Karajan.
- 1956 – Salome (R. Strauss), Milano Teatro alla Scala, Dirigent und Regie: H. von Karajan.
- 1957 – Eines langen Tages Reise in die Nacht (E. O’Neill), Gastspiel des Düsseldorfer Schauspielhauses im Stadttheater Bad Godesberg, Regie:  K. H. Stroux[12]
- 1959 – Ariadne auf Naxos (R. Strauss), Théâtre Sarah Bernhardt Paris, Regie: G. Rennert.
- 1961 – Ein idealer Gatte (O. Wilde), Burgtheater Wien, Regie: J. Gielen.
- 1963 – Un ballo in maschera, Ein Maskenball (G. Verdi), Metropolitan Opera New York, Regie: G. Rennert.
- 1963 – Don Giovanni (W.A. Mozart), Teatro Colón Buenos Aires, Regie: H. Hartleb.
- 1965 – La Cenerentola (G. Rossini), Opernhaus Köln, Regie: G. Rennert.
- 1967 – Così fan tutte (W.A. Mozart), Opernhaus Zürich, Regie: L. Lindtberg.
- 1968 – Der Türke in Italien (G. Rossini), Staatsoper München, Regie: G. Rennert.
- 1970 – Viva la Mamma (G. Donizetti), Teatro La Fenice Venedig, Regie: H. Käutner.
- 1973 – Il tabarro, Der Mantel und Gianni Schicchi (G. Puccini), Staatsoper München, Regie: G. Rennert.
- 1975 – Die Krönung der Poppea (C. Monteverdi), San Francisco Opera, Regie: G. Rennert.
- 1975 – Der Tod in Venedig (B. Britten), Staatsoper München, Regie: H. Hartleb.
- 1978 – Die Krönung der Poppea (C. Monteverdi), Théâtre des Nations de Paris, Regie: G. Rennert.

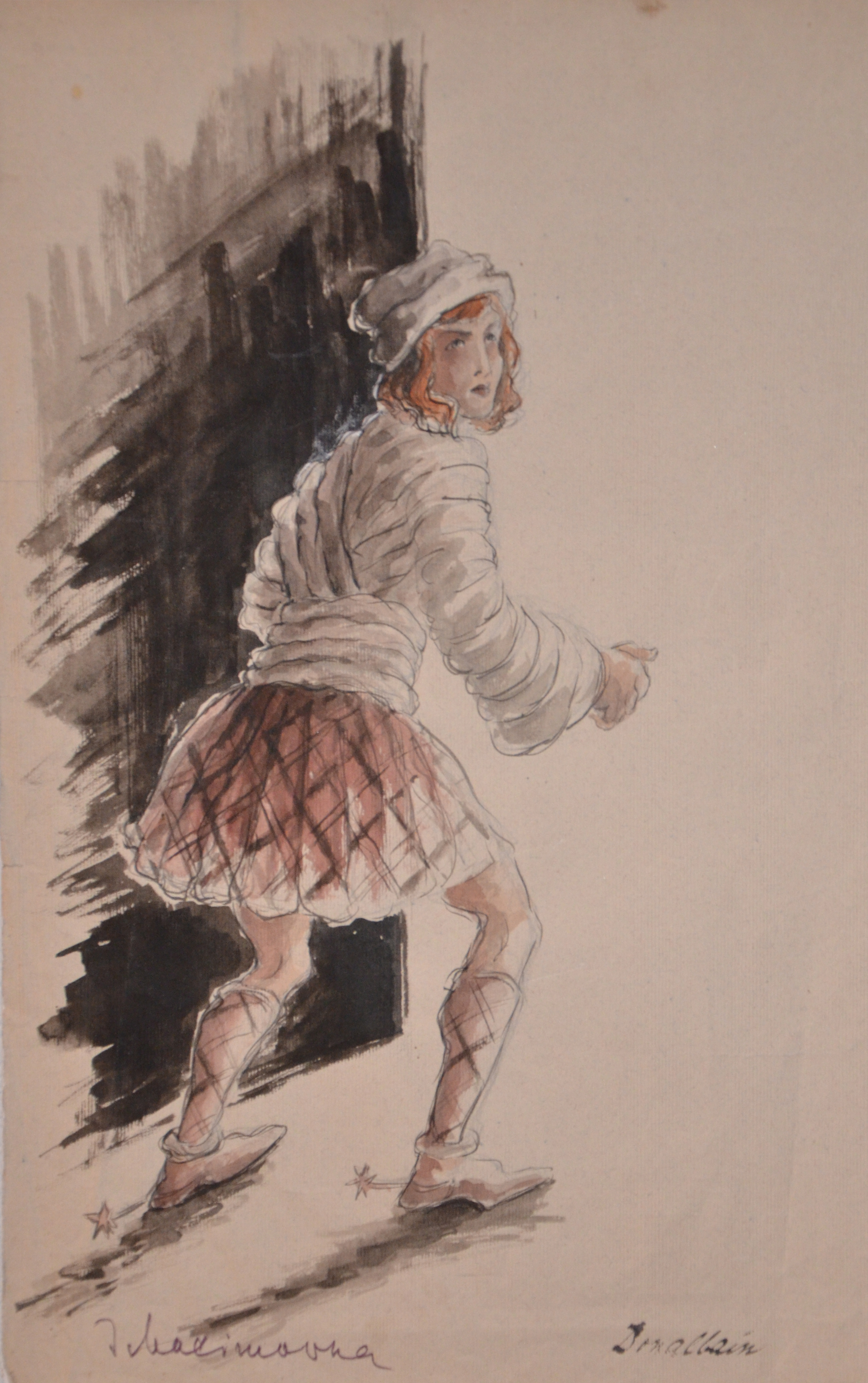
Kostümentwurf Donalbain, Shakespeare – Macbeth, Hebbel-Theater Berlin (1945)
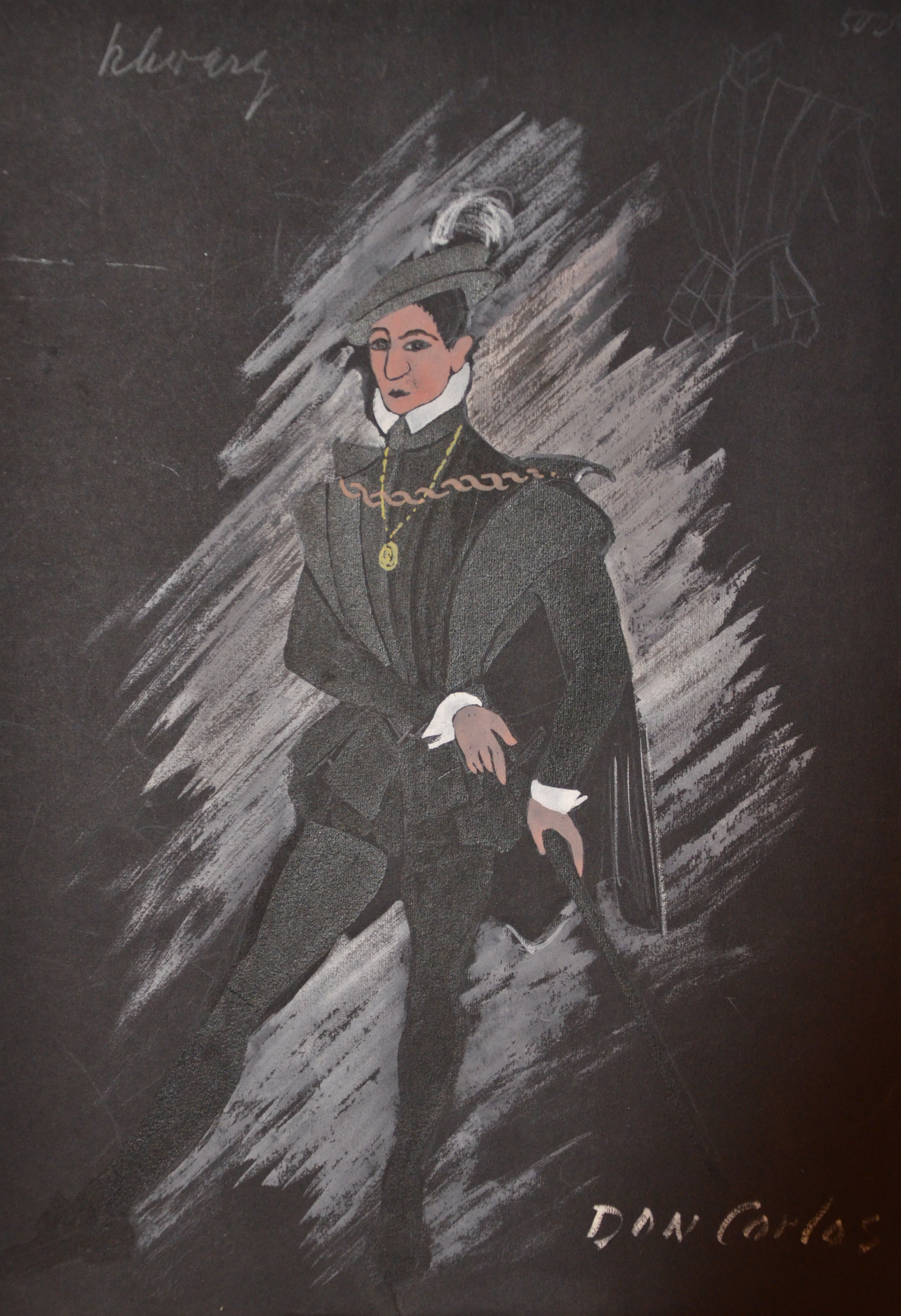
Kostümentwurf Don Carlos, Eröffnung Theater der Stadt Bonn (1950)
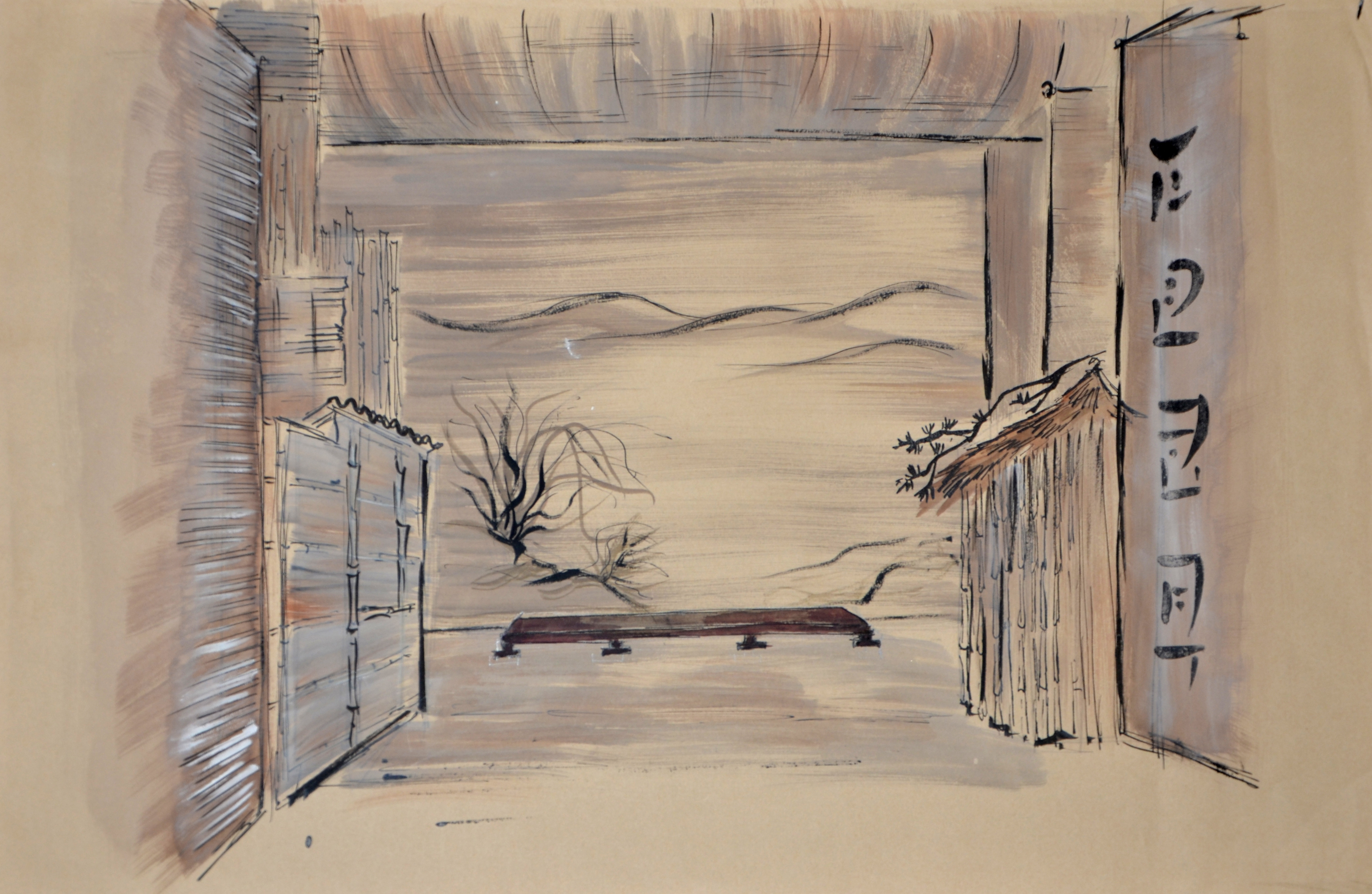
Entwurf Bühnenbild zu Das kleine Teehaus, Renaissance-Theater Berlin (1954)
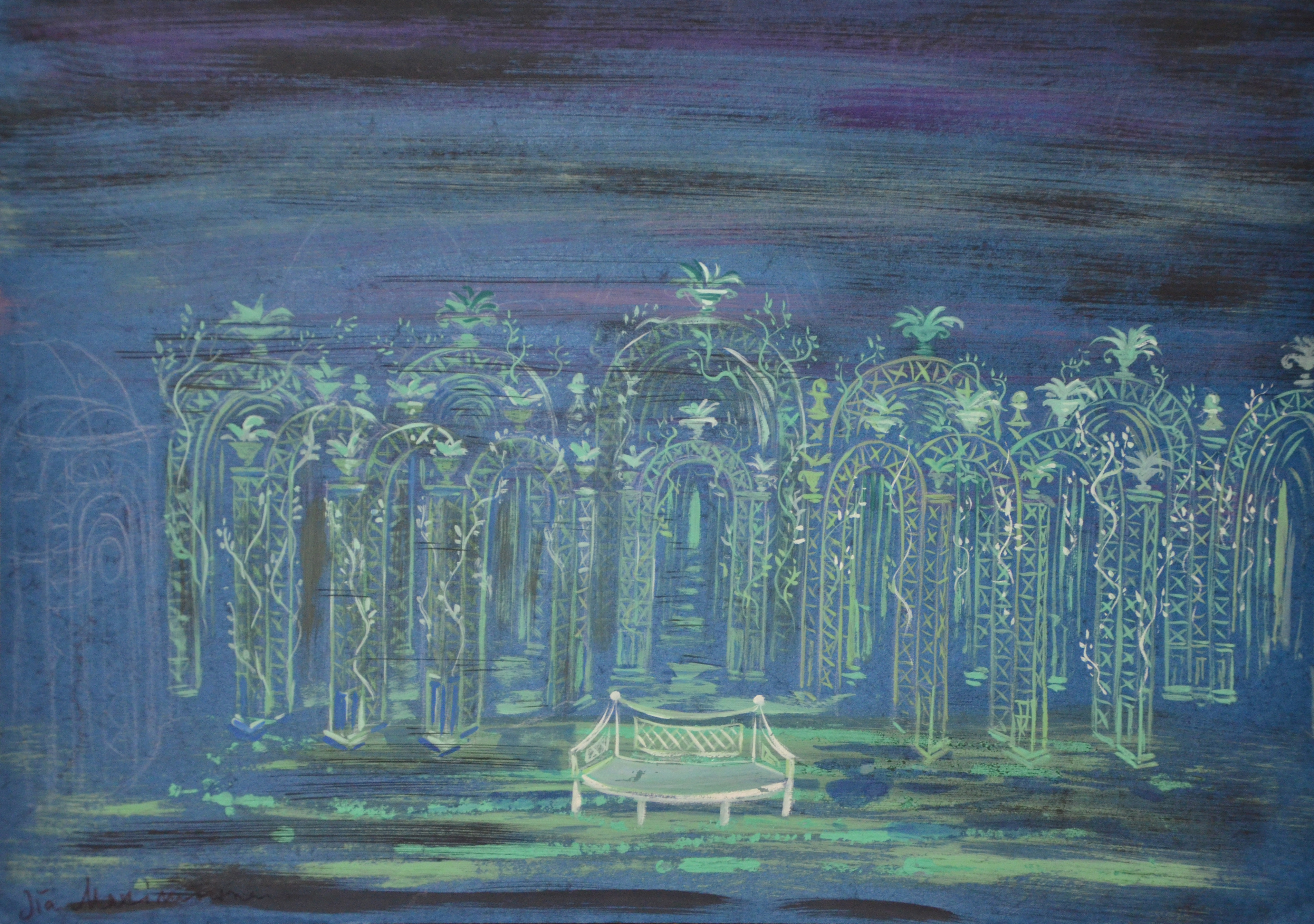
Entwurf Bühnenbild zu Le nozze di Figaro, Wiener Staatsoper (1958)
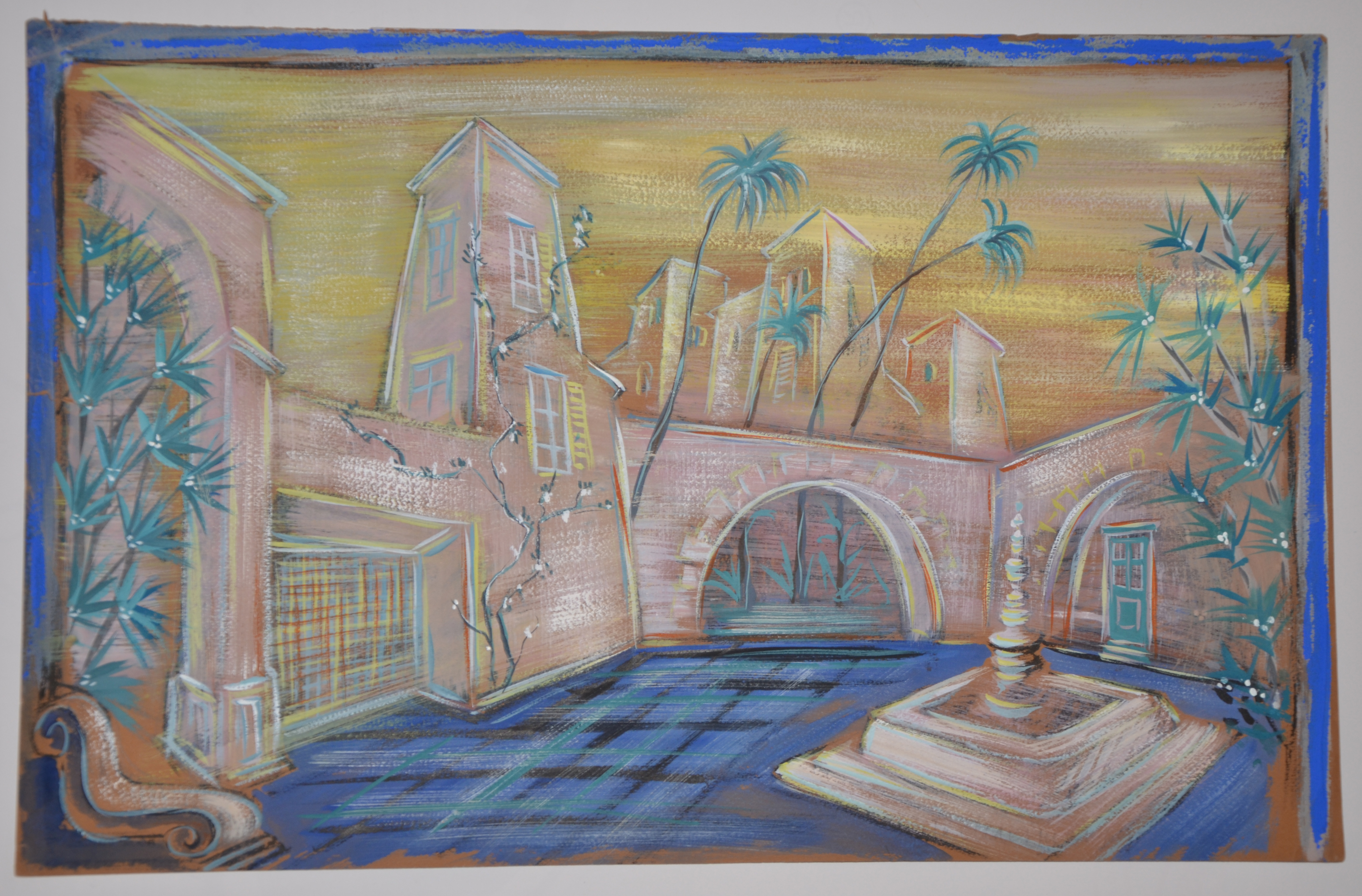
Entwurf Bühnenbild Der Barbier von Sevilla, Städtisches Opernhaus Berlin (1957)
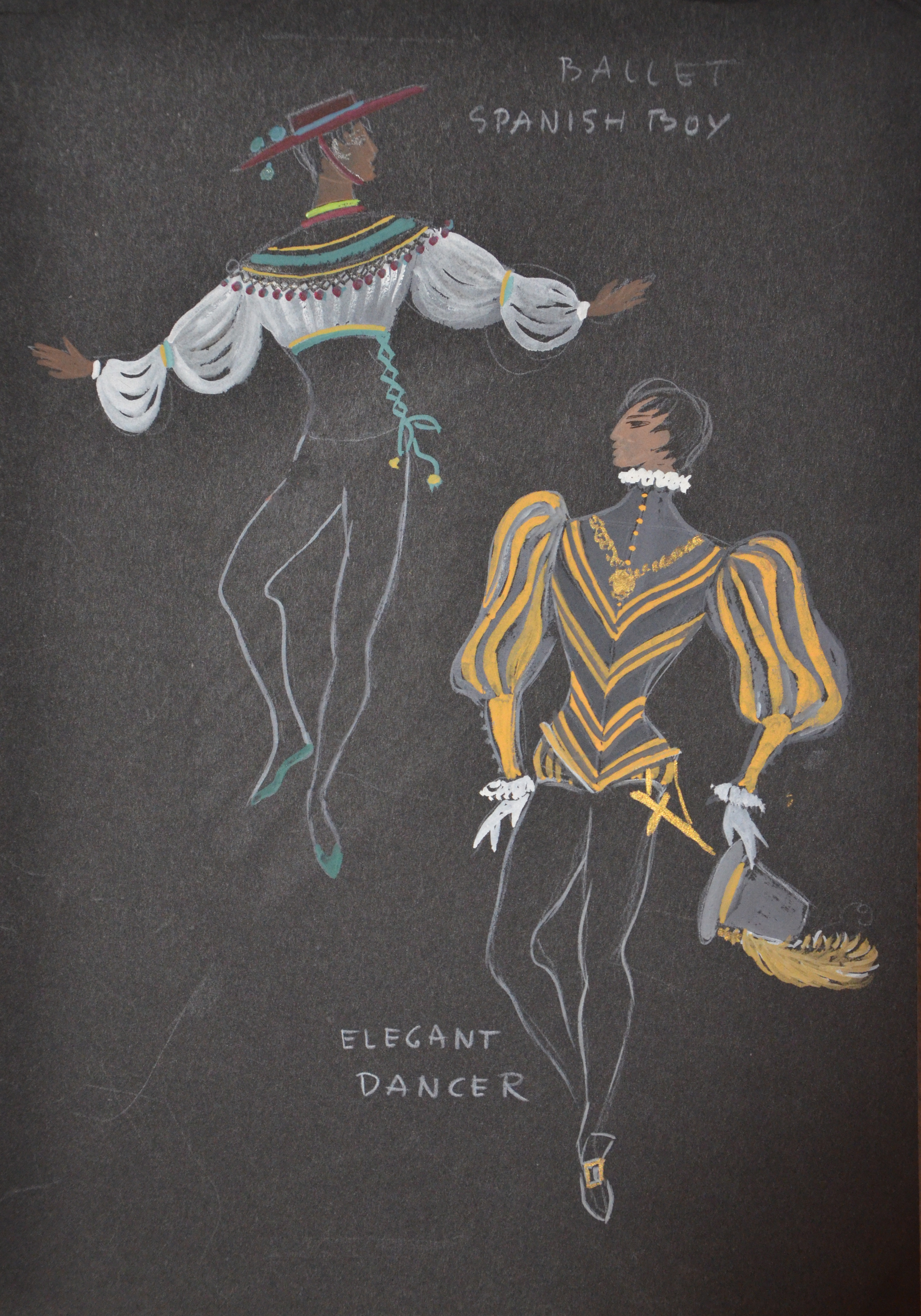
Kostümentwurf Don Giovanni, Teatro Colon Buenos Aires (1963)
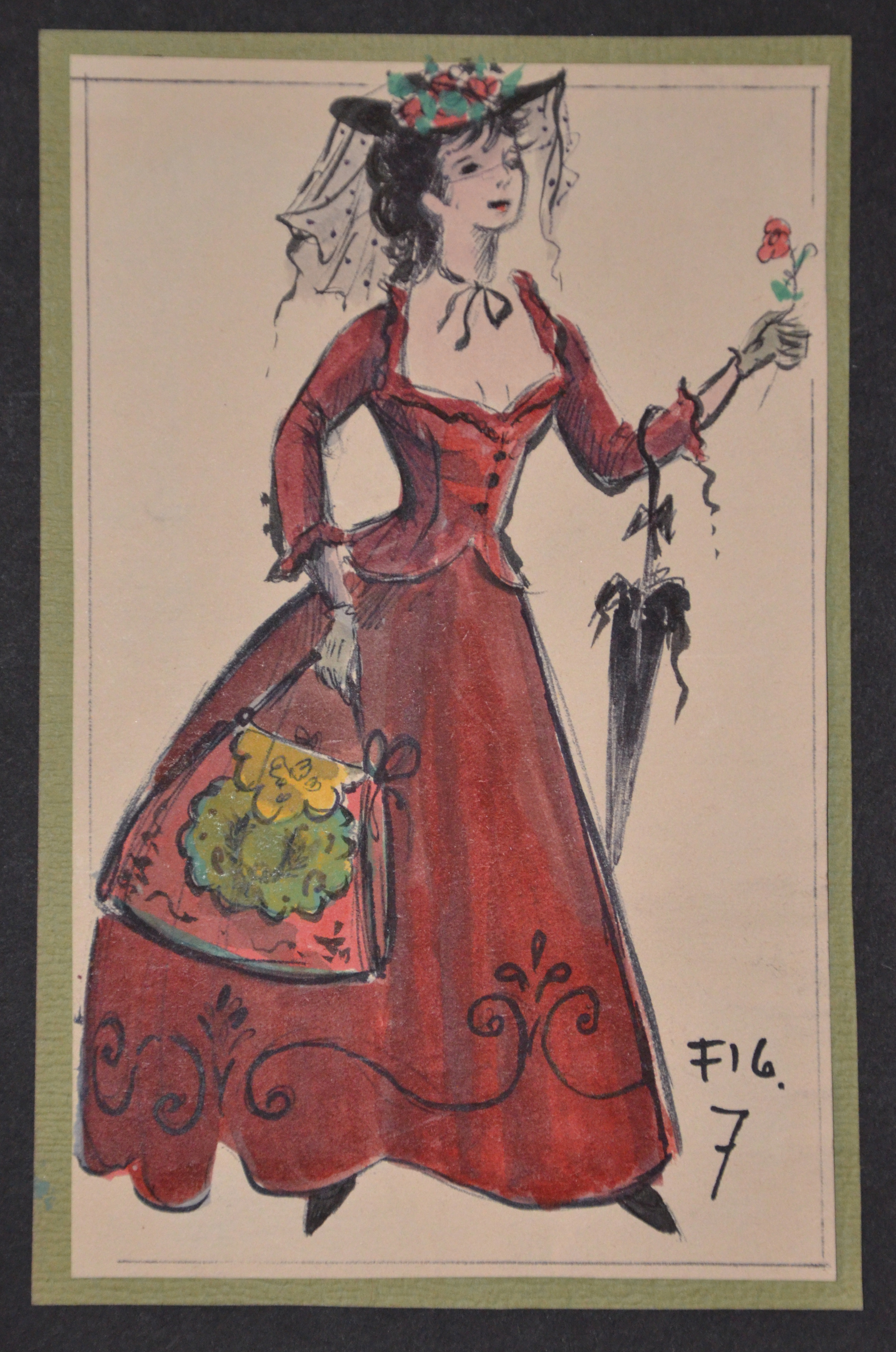
Kostümentwurf für Georgette Il tabarro, Puccini, Staatsoper München (1973)

## Werke
Ita Maximowna hat Bücher zahlreicher Autoren mit Grafiken und Illustrationen ausgestattet. Abschließend gab sie 1982 ein eigenes Buch über ihre jahrelange Arbeit als Bühnenbildnerin und Kostümdesignerin im Ernst Wasmuth Verlag Tübingen heraus.
- Anton Krapf: Durchdachte Frauenkleidung – Eine Schönheitsfibel Mit 110 Zeichnungen von Ita Baumann. Heinz Schnakenburg Verlag, Berlin 1934 (1. Auflage).
- Samuil Marschak: Die zwölf Monate. Ein Märchenspiel. Illustriert von Ita Maximowna. Verlag Bruno Henschel und Sohn, Berlin 1947.
- Ewan MacColl: Unternehmen Ölzweig. Komödie, Figurinen von Ita Maximowna. Verlag Bruno Henschel und Sohn, Berlin 1948.
- Nikolai Lesskow: Der Linkshänder. Illustriert von Ita Maximowna. Aufbau-Verlag, Berlin 1949.
- Annedore Leber: Wer reist mit? Zeichnungen von Ita Maximowna. Mosaik-Verlag, Berlin / Frankfurt am Main 1952.
- Annedore Leber: Wir spielen: Kleine Menschen – Kleine Bürger. Kartenspiel, Illustrationen von Ita Maximowna. Mosaik-Verlag, Berlin / Frankfurt am Main 1953.
- Ita Maximowna: Bühnenbilderbuch – Entwürfe, Szenenfotos und Figurinen. Ernst Wasmuth Verlag, Tübingen 1982, ISBN 3-8030-3027-7.